# 343-я стрелковая дивизия (2-го формирования)
343-я стрелковая дивизия (343 сд) — воинское формирование (соединение, стрелковая дивизия) РККА в Великой Отечественной войне.
Дивизия участвовала в боевых действиях с июня 1944 года.
Сокращённое наименование — 343 сд.

## История

### Формирование
29 июня 1944 года 154 -й укреплённый Малоярославецкий район согласно приказу войскам 2-го Белорусского фронта был переформирован в 343-ю стрелковую дивизию. Её командиром был назначен комендант 154-го укрепрайона генерал-майор А. И. Якимович. На должность начальника штаба дивизии прибыл подполковник С. И. Марценко.

### 1944 год
343-я стрелковая дивизия, находясь в составе 2-го Белорусского фронта, следовала форсированным маршем за войсками 49-й армии. С 2 по 20 июля 1944 года дивизия преодолела 628 км от реки Проня до реки Свислочь. Совершая марш, части дивизии ликвидировали значительные по численности и вооружению группы противника, оказавшиеся в окружении в лесах юго-восточнее и южнее города Минска. За этот период частями дивизии было пленено более 200 гитлеровских солдат и офицеров, в том числе командир артиллерийского полка 12-й пехотной дивизии полковник Раалке.
К 21 июля 1944 года дивизия вышла на правый берег реки Свислочь в районе деревень Беличи — Станевичи, перешла границу СССР 1939 года и, войдя в непосредственное соприкосновение с основными силами противника, сходу его атаковала, преодолев более двухсот заранее подготовленных рубежей обороны противника дивизия прошла с боями 120 км, освободив 130 населённых пунктов и городов, в том числе: Одельск, Стара, Сокулка, Залецки, Водокачка, Черновесь, Крыпко-Вельке, Вельке-Руда, Тыкоцин, Гельчик, и, обходя город Белосток, отвлекая силы противника, фактически участвовала в освобождении этого города, ставшего центром нынешнего Подляского воеводства Польши. За период с 21 июля по 13 августа 1944 года частями дивизии противнику были нанесены значительные потери, подбито и сожжено 15 танков и бронемашин, 9 самоходных орудий и много другого вооружения. Пленено 260 гитлеровцев, захвачены трофеи: 11 пулемётов, 2 танка, 5 радиостанций, 6 автомашин и другое имущество. Выйдя на берег реки Бебжа (Бобр), до 23 августа 1944 года дивизия закрепляла захваченные рубежи и вела огневой бой с противником.
С 24 по 31 августа 1944 года, находясь во фронтовом резерве, части дивизии удерживали и укрепляли рубеж по левому берегу реки Нарев. В ночь с 9 на 10 сентября 1944 года дивизия совершив марш, сосредоточились в районе города Ломжа с задачей — с утра 10 сентября 1944 года наступала в направлении города Новогруд. После упорных боев, продолжавшихся в течение пяти дней (с 10 по 15 сентября 1944 года), 14 сентября 1944 года части дивизия овладела городом Новогруд — узлом шоссейных дорог и мощным опорным пунктом противника на левом берегу реки Нарев. В конце этих боев частями дивизии освобождено 7 населённых пунктом, среди них крупные — Мястково, Монтвица. Противник понёс большие потери. Были уничтожены 16 танков, 16 самоходных орудий, 3 бронетранспортера, 4 орудия, сбит самолёт «МЕ-109», захвачено 4 танка, 9 артиллерийских орудий, много складов с оружием и имуществом, взято в плен 149 немецких солдат и офицеров.
После освобождения городов Ломжа и Новогруд дивизия свыше четырёх месяцев обороняла этот район, укрепляла и совершенствовала его в инженерном отношении, вела активные оборонительные бои. С 8 по 15 октября 1944 года части дивизии провели операцию по форсированию реки Нарев и захвату плацдарма на её правом берегу. Целью её являлась дезинформация противника, стремление приковать его внимание и силы к городу Новогруду, чем отвлечь противника от района города Ружан, где готовился прорыв главными силами 2-го Белорусского фронта. 378-й стрелковый полк и 4-я рота 370-го стрелкового полка 343-й стрелковой дивизии, используя заранее подготовленные переправочные средства, скрытно погрузившись на двадцать десантных лодок и четыре парома, искусно применив подручные средства, прикрываемые сильным и метким артиллерийским огнём, в ночь на 8 октября 1944 года переправились через реку Нарев, сбив боевое охранение противника. Плацдарм был расширен на глубину 2 км. Чтобы сбросить советских воинов с захваченного ими плацдарма и удержать свои позиции, противник вынужден был перебросить в этот район с других участников фронта несколько полков пехоты с артиллерией и танками. Этот плацдарм, несмотря на яростные контратаки превосходящего противника, удерживался дивизией семь суток. Затем по приказу командования был осуществлён организованный отход. Бои дивизии за плацдарм у города Новогруд сыграли важную роль в общей фронтовой операции. При этом противник потерял до 1000 солдат и офицеров, 22 станковых и 29 ручных пулемётов, 8 наблюдательных пунктов, 4 блиндажа, 2 дзота, 13 орудий и много другой военной техники.
В конце декабря 1944 года дивизия была включена в состав 81-го стрелкового корпуса 50-й армии 2-го Белорусского фронта. Началась ускоренная подготовка к наступлению.

### 1945 год
В начале января 1945 года части дивизии завязали тяжёлые, напряжённые бои в северо-восточной излучине реки Нарев под городом Ломжа. 22 января 1945 года успешно форсировала реку Нарев и одной из первых вышла к южной границе с Восточной Пруссией. Преодолевая ожесточённое сопротивление противника, отражая его сильные контратаки, поддерживаемые танками, самоходными орудиями и артиллерийско-миномётным и пулемётным огнём, преодолев несколько рядов проволочных заграждений, плотные полосы минных полей и 3-5 линий траншей, в полосе населённых пунктов Пенза и Дроженцин-Любеево части дивизии прорвали сильную, глубоко эшелонированную, заранее подготовленную в инженерном отношении оборону противника, освободили ряд польских населённых пунктов, в числе которых город Кольно. Развивая наступление, в результате трёхдневных боев, ломая сопротивление противника, уничтожая его силу и технику, части дивизии 24 января 1945 года вступили на территорию Восточной Пруссии (ныне, в районе Варминско-Мазурского воеводства Польши).
С 24 по 27 января 1945 года, дивизия ведя напряжённые бои в сложных условиях лесисто-болотистой местности в районе Мазурских озёр, сокрушительными ударами, ломая ожесточённое сопротивление противника и отражая его яростные контратаки, преодолев проволочные заграждения, плотные полосы минных полей, хорошо развитую систему траншей, усиленную долговременными фортификационными сооружениями, прорвали мощную, десятки лет строящуюся долговременную оборонительную полосу, считавшуюся у немцев непреступной системой обороны. Стремительно развивая наступление, части дивизии, ведя непрерывные бои, уничтожая живую силу и технику противника, отражая его яростные контратаки, штурмом овладели городами Бишофсбург (ныне город Бискупец) и Зеебург (ныне город Езёраны) и целым рядом населённых пунктов нынешнего Ольштынского повята Варминско-Мазурского воеводства, превращённых немцами в мощные опорные пункты обороны. Выбивая противника из подвалов, домов, чердаков, 14 и 15 февраля 1945 года части дивизии стремительным ударом в северо-западном направлении перерезали все дороги в непосредственной близости от города Мельзак (ныне город Пененжно), идущие на северо-восток, восток и юго-восток, овладев мощными оборонительными пунктами немцев: Бюргервальде (ныне Мейска-Воля), Фрауендорф (ныне Бабяк), Лоттербах (ныне Недбаки), являясь вершиной клина, вбиваемого в оборону противники, сыграли важную роль в овладении крупным узлом коммуникаций и мощным опорным пунктом обороны немцев — городом Мельзак (ныне Пененжно). В атаки шли все, включая группы управления батальонов, связные, телефонисты, командиры и начальники всех рангов.
За время боев на территории Восточной Пруссии и частично Польши в период с 22 января по 5 марта 1945 года части дивизии, ведя бои в сложных условиях разнообразной местности: лесисто-болотистой, пересечённой, открытой — с боем форсировали много водных преград, прорвали более десяти сильно укреплённых рубежей противника, в том числе мощную оборонительную полосу в районе Мазурских озёр. С непрерывными боями дивизия прошла 242 км, заняв 252 населённых пункта, среди них крупные: город Кольно, Малы-Плоцк, Кобультени в нынешнем Подляском воеводстве, Бишофсбург (город Бискупец), Зеебург (Езёраны), Гросс Бессау, Фройденберг, Шенеберг, Ливенберг (Милогуже), Штернберг (Стрыйково), Фрауендорф (Бабяк), Лоттербах (Недбаки), Шеензее, Розенвальде (Воля-Вилькницка), Волау, Хоенфюрст (Вышково) в нынешнем Варминско-Мазурском воеводстве Польши. За время этих наступательных операций части дивизии нанесли противнику большие потери, захватили большие трофеи. Уничтожено: до 3000 фашистских солдат и офицеров, 182 пулемёта, 10 самоходных артиллерийских орудий, 6 бронетранспортеров, 22 орудия, 19 миномётов, 76 разных автомашин, 140 мотоциклов, 3 тягача, более 160 повозок с грузами, взорвано 16 дотов. За этот же период взято в плен 303 немецких солдат и офицеров.

#### Штурм Кёнигберга
С 8 по 14 марта 1945 года дивизия по приказу командования совершила 160-километровый марш-манёвр вокруг Кенигберга через города Ландсберг (ныне Гурово-Илавецке), Прейсиш-Эйлау (ныне Багратионовск), Фридлянд (ныне Правдинск), Тапиау (ныне Гвардейск) и сосредоточилась северо-западнее города Кенигсберга в лесах Нойхоф (в районе нынешнего посёлка Тимофеевка Гурьевского района). С 15 марта по 4 апреля 1945 года части дивизии настойчиво готовились к штурму города-крепости Кенигсберга. Дивизии предстояло штурмовать столицу Восточной Пруссии со стороны городского предместья Танненвальде (ныне — южная часть посёлка Чкаловск Центрального района Калининграда) — вдоль линии современного железнодорожного перегона Чкаловск-западный — Южный вокзал Калининграда и вплоть до западного берега расположенного в самом центре Кёнигсберга пруда Обер-Тайх (ныне — Озеро Верхнее).
В 10 часов утра 6 апреля 1945 года началась 2-часовая артиллерийская подготовка штурма Кенигсберга. По её окончании войска пошли в наступление. Главный удар по Кенигсбергу с северо-запада и севера наносили 43-я и 50-я армии, с юга — 11-я гвардейская армия. Части 343-й стрелковой дивизии атаковали противника на направлении главного удара 69-го стрелкового корпуса 50-й армии. Воины дивизии упорно продвигались вперед. Но противник яростно сопротивлялся, переходя в контратаки. Первым завязал боли в городе 378-й стрелковый полк, которым командовал подполковник А. И. Беляев, сломив сопротивление противника, он вышел на линию со своим соседом слева — 356-м стрелковым полком. 6 апреля воины дивизии захватили две мачты Кенигсбергской широковещательной радиостанции и её здание. Утром 7 апреля 1945 года после короткой, но мощной артподготовки части дивизии вновь пошли на штурм позиций противника.
С утра 8 апреля 1945 года ожесточённые бои развернулись в районе узла железных дорог, Северной железнодорожной товарной станции, прилегающего к ней стадиона и паровозного депо. Штурмовые батальоны 356-го и 378-го стрелковых полков, сопровождаемые огнём артиллерии, миномётов и пулемётов возобновили наступление. Преодолев упорное сопротивление немцев, удалось вплотную подойти к Северной железнодорожной станции. Чтобы продолжить развивать дальнейший успех, надо было подавить огневые точки противника. На прямую наводку были поставлены все полковые пушки стрелковых полков и 16 орудий 1020-го артиллерийского полка. После 30-минутного мощного артиллерийского огня подразделения стрелковых частей 343-й стрелковой дивизии стремительно атаковали противника, засевшего в траншеях, в отдельных каменных и железобетонных огневых точках, отрытых и установленных вдоль всех двенадцати станционных путей. Кровопролитный бой местами принял характер рукопашных схваток. Продвижению подразделений стрелковых частей дивизии особенно мешали пулемёты противника, установленные в каменном здании — диспетчерской, расположенной среди путей в центре железнодорожной станции. Вскоре эти огневые точки были подавлены огнём орудий 203-го отдельного истребительного противотанкового артиллерийского дивизиона под командованием майора А. Я. Пикалева. К 15.00 8 апреля в ожесточённом бою Северная железнодорожная товарная станция была очищена от гитлеровцев. На железнодорожных путях было захвачено множество паровозов, товарных вагонов, 500 автомашин. Здесь же было освобождено до 5 тысяч военнопленных разных национальностей, подготовленных для отправки в центральную Германию морским путём из порта Пиллау (ныне город Балтийск). Немцы, потеряв Северную железнодорожную товарную станцию, отступили в район центрального стадиона, заранее превратив его в мощный опорный пункт. Для овладения районом стадиона выдвинулись батальоны стрелковых полков под прикрытием огня 1020-го артполка и 203-го отдельного истребительного противотанкового артиллерийского дивизиона. Завязался упорный бой. Сломив сопротивление гитлеровцев, части 343-й стрелковой дивизии к исходу дня 8 апреля 1945 года овладели Центральным Кенигсбергским стадионом и многими кварталами в центре города. Вечером 8 апреля 1945 года, когда значительная часть города была взята, коменданту крепости Кенигсберг генералу фон Лашу советское командование вручило ультиматум с требованием безоговорочной капитуляции во избежание напрасных жертв. Но немецкие войска продолжали сопротивляться. С утра 9 апреля 1945 года бои возобновились с новой силой. 1500 советских самолётов и 5000 наших орудий и миномётов обрушили сокрушительный удар по крепости. Солдаты и офицеры противника стали сдаваться в плен целыми подразделениями. После капитуляции гарнизона остались лишь незначительные очаги сопротивления. К вечеру 9 апреля 1945 года над последней зубчатой башней форта «Дер Донна», в которой ещё сопротивление немцев, взвился флаг победы — Кенигсберг пал.
В течение четырёх дней боев части 343-й стрелковой Белостокской Краснознамённой ордена Кутузова II степени дивизии, преодолевая яростное сопротивление противника в сложных условиях города-крепости, хорошо заранее подготовленного к обороне, выбивая его из фортов, домов, подвалов, чердаков, траншей, узлов сопротивления, продвинулись до центра города, преодолев 18 линий траншей, 4 противотанковых рва, плотные полосы минных полей и проволочных заграждений. За это время от противника очищено 52 городских квартала, штурмом взято два малых форта, блокировано и уничтожено 24 дота и дзота. Части дивизии захватили 1700 пленных и большие трофеи, в частности, 150 паровозов и 700 вагонов, шесть заводов, четыре военных городка, три железнодорожных депо, северную товарную станцию, много складов, центральную радиовещательную станцию.
В приказе Верховного Главнокомандующего среди отличившихся при штурме Кенигсберга войск названа 343-я стрелковая и 1020-й артиллерийский полк. За образцовое выполнение заданий командования в боях с фашистскими захватчиками при овладении городом и крепостью Кенигсберг и проявленные при этом доблесть и мужество 356-й, 378-й стрелковые и 1020-й артиллерийский полки приказом Верховного Главнокомандующего № 084 от 17 мая 1945 года были удостоены почётного наименования «Кенигсбергские». Все участники штурма города-крепости награждены медалью «За взятие Кенигсберга». Кроме того, орденами и медалями СССР награждены многие воины дивизии.
Штурмом Кенигсберга 343-я стрелковая Белостокская Краснознамённая ордена Кутузова II степени дивизия закончила боевые действия в Великой Отечественной войне. Через три дня после взятия Кенигсберга части дивизии были выведены из центра разрушенного города за 20 км в господское помещичье имение «Проддау», где и встретили весть об окончании войны.

### Расформирование
После войны в августе 1945 года дивизия была передеслоцированна в КВО, а в начале января 1946 года дивизия была расформирована.

## Полное название
343-я стрелковая Белостокская Краснознамённая ордена Кутузова дивизия

## Состав
- 356-й стрелковый Кенигсбергский полк
- 370-й стрелковый полк
- 378-й стрелковый Кенигсбергский Краснознамённый полк

 (22 сентября 1944 года — за овладение городом и крепостью Ломжа)
- 1020-й артиллерийский Кенигсбергский полк
- 203-й отдельный истребительно-противотанковый дивизион
- 304-я отдельная разведывательная рота
- 323-й отдельный сапёрный батальон
- 791-й отдельный батальон связи (266 отдельная рота связи)
- 256-й отдельный медико-санитарный батальон
- 321-я отдельная рота химической защиты
- 405-я отдельная автотранспортная рота
- 542-я полевая хлебопекарня
- 350-й дивизионный ветеринарный лазарет
- 1808-я полевая почтовая станция
- 282-я полевая касса Государственного банка

## Подчинение
| Дата            | Фронт                 | Армия      | Корпус                  | Примечания |
| --------------- | --------------------- | ---------- | ----------------------- | ---------- |
| 01.07.1944 года | 2-й Белорусский фронт |            |                         | -          |
| 01.08.1944 года | 2-й Белорусский фронт | 49-я армия |                         | -          |
| 01.09.1944 года | 2-й Белорусский фронт | 49-я армия |                         | -          |
| 01.10.1944 года | 2-й Белорусский фронт | 49-я армия | 70-й стрелковый корпус  | -          |
| 01.11.1944 года | 2-й Белорусский фронт | 49-я армия | 121-й стрелковый корпус | -          |
| 01.12.1944 года | 2-й Белорусский фронт | 49-я армия | 121-й стрелковый корпус | -          |
| 01.01.1945 года | 2-й Белорусский фронт | 50-я армия | 81-й стрелковый корпус  | -          |
| 01.02.1945 года | 3-й Белорусский фронт | 50-я армия | 81-й стрелковый корпус  | -          |
| 01.03.1945 года | 3-й Белорусский фронт | 50-я армия | 81-й стрелковый корпус  | -          |
| 01.04.1945 года | 3-й Белорусский фронт | 50-я армия | 81-й стрелковый корпус  | -          |
| 01.05.1945 года | 3-й Белорусский фронт | 50-я армия | 81-й стрелковый корпус  | -          |

## Командование

### Командиры
- Якимович, Антон Иванович (??.06.1944 — 25.08.1944), генерал-майор;
- Кроник, Александр Львович (26.08.1944 — ??.01.1946), генерал-майор

### Начальники штаба
- Марценко, Сергей Иосифович (??.06.1944 — ??.01.1946), подполковник, полковник

## Награды и наименования
| Награда (наименование)               | Дата          | За что награждена |
| ------------------------------------ | ------------- | --- |
| Почётное наименование «Белостокская» | 27 июля 1944  | За отличия в боях в ходе Белостокской операции и освобождении города Белосток |
| орден Красного Знамени               | 5 апреля 1945 | За овладение городами Ликк, Нойендорф (ныне, Нова-Весь-Элцка), Биалла и проявленные при этом доблесть и мужество |
| Орден Кутузова II степени            | 5 апреля 1945 | награждена указом Президиума Верховного Совета СССР от 5 апреля 1945 года за образцовое выполнение заданий командования в боях в немецкими захватчиками при овладении городами Вормдитт, Мельзак и проявленные при этом доблесть и мужество |

Личный состав 343-й стрелковой Белостокской Краснознамённой ордена Кутузова дивизии получил семь благодарностей в приказах Верховного Главнокомандующего:
- За форсирование реки Днепр и за освобождение крупного областного центра Белоруссии города Могилев — оперативно важного узла обороны немцев на минском направлении, а также за овладение городами Шклов и Быхов. 28 июня 1944 года № 122
- За овладение штурмом городом и крупным промышленным центром Белосток — важным железнодорожным узлом и мощным укреплённым районом обороны немцев, прикрывающим пути к Варшаве. 27 июля 1944 года № 151
- За освобождение города и крепости Ломжа — важного опорного пункта обороны немцев на реке Нарев. 13 сентября 1944 года № 186
- За овладение городами Восточной Пруссии: Ликк, Нойендорф и Биалла — сильными опорными пунктами обороны немцев, прикрывающими пути к озёрному району Восточной Пруссии.24 января 1945 года. № 252
- За прорыв мощной, долговременной, глубоко эшелонированной обороны противника в районе Мазурских озёр, считавшейся у немцев со времен первой мировой войны неприступной системой обороны, и овладение городами Бартен, Дренгфурт, Растенбург, Раин, Николайкен, Рудшанни, Пуппен, Бабинтен, Теервиш, превращёнными немцами в сильные опорные пункты обороны. 27 января 1945 года
- За овладение штурмом городами Вормдитт и Мельзак — важными узлами коммуникаций и сильными опорными пунктами обороны немцев. 17 февраля 1945 года. № 282.
- За овладение штурмом крепостью и главным городом Восточной Пруссии Кёнигсберг — стратегически важным узлом обороны немцев на Балтийском море. 9 апреля 1945 года. № 333

## Отличившиеся воины дивизии
| Награда                                                                  | Ф. И. О.                    | Должность                                                            | Звание          | Дата награждения                 | Примечания                                                                                             |
| ------------------------------------------------------------------------ | --------------------------- | -------------------------------------------------------------------- | --------------- | -------------------------------- | --- |
|                                                                          | Шорников, Василий Петрович  | командир 1-го стрелкового батальона 356-го стрелкового полка         | Майор           | 29.06.1945                       | Звание Героя Советского Союза получил за штурм Кёнигсберга.                                            |
|                                                                          | Долгов, Николай Иванович    | командир отделения разведки 356-го стрелкового полка                 | Старший сержант | 20.09.1944 23.03.1945 15.06.1946 | |
|                                                                          | Клочнев, Иван Александрович | командир расчёта 45-мм пушки 378-го стрелкового полка                | Сержант         | 16.08.1944 17.10.1944 18.04.1945 | |
|                                                                          | Королёв, Иван Андреевич     | командир расчёта 120-милимитрового миномёта 378-го стрелкового полка | Старший сержант | 20.09.1944 29.10.1944 29.06.1945 | |
|                                                                          | Сыпченко, Леонид Евтихиевич | помощник командира взвода 304-й отдельной разведывательной роты      | Старший сержант | 24.09.1944 11.12.1944 15.05.1946 | |
| Орден Красного Знамени · Орден Красного Знамени · Орден Красного Знамени | Матыжонок, Сергей Иванович  | командир взвода 304-й отдельной разведывательной роты                |                 | 13.05.1944 29.10.1944 02.06.1945 | Представлялся к званию Герой Советского Союза и к ордену Славы 1-й степени, но не получил этих наград. |

## Память
- Военно-исторический музей «Боевой путь 343-й стрелковой Белостокской Краснознамённой ордена Кутузова дивизии в Великой Отечественной войне 1941—1945 годов» школьного отделения № 1 СОШ № 15 г. Москвы. (Москва, Херсонская улица, дом 27А)[5]
- В средней школе № 50 города Калининграда музей Боевой славы 343-й стрелковой Белостокской Краснознамённой ордена Кутузова II степени дивизии
- В средней школе городского посёлка Дрибин Дрибинского района Могилёвской области по инициативе местных жителей и однополчан-ветеранов войны оборудован и действует музей Боевой славы 343-й стрелковой Белостокской Краснознамённой ордена Кутузова II степени дивизии